# Adolfo Gil y Morte
Adolfo Gil y Morte (Soneja, Castellón; 30 de julio de 1860 - Valencia; 7 de enero de 1929) fue un médico y político español. Desempeñó diversos cargos en el plano académico y político, fomentando la cultura y la investigación en Valencia. 

## Vida académica
Estudió medicina y ciencias en la Universidad de Valencia. Durante sus años de estudiante fue miembro destacado de la Academia Jurídico-Escolar del Ateneo Científico.  Se doctoró en medicina en 1881. En 1882 obtuvo la plaza de profesor clínico de la Facultad de Medicina de esa universidad, y logró la cátedra de fisiología en 1889. Se dedicó al estudio de las enfermedades intratorácicas, entre ellas la tuberculosis.

## Cargos desempeñados
Fue presidente del Colegio de Médicos de Valencia entre 1898 y 1904, y de la Real Academia de Medicina de Valencia entre 1915 y 1916. El 1 de junio de 1912, al crearse en Valencia el primer dispensario antituberculoso de la Comunidad Valenciana, fue nombrado director del mismo. Durante la Primera Guerra Mundial perteneció al Comité Permanente Internacional de Seguros Sociales.
Al presidir la primera gestión del Instituto Médico Valenciano entre 1898 y 1904, tuvo la labor de sentar las bases para una institución que se enfocase al crecimiento de la investigación científica en pro de la Comunidad Valenciana. Su gestión dejó como herencia la estructuración de la institución y la fijación de objetivos claros y normas de funcionamiento.

## Vida política
En política representó al distrito Chiva-Carlet en la Diputación Provincial de Valencia. Posteriormente fue miembro del Congreso de los Diputados, en 1903, por la circunscripción de Sueca, y en 1907, por la de Valencia. Renunció al escaño el 16 de junio de 1908 y fue sustituido por Félix Azzati Descalci. En 1908, a raíz de la escisión del movimiento republicano entre blasquistas y salmeronianos se adhirió al Partido Reformista de Melquíades Álvarez, obteniendo nuevamente escaño de diputado en 1918, otra vez por Sueca, pero por su nueva formación.

## Distinciones
Gil y Morte, además de haber desempeñado diversos cargos políticos y de dirección en distintos campos, fue galardonado en 1920 al ser nombrado por el ayuntamiento como Hijo Predilecto de Valencia.
Por otro lado, en su honor, el Ayuntamiento de Valencia tiene registrada una fundación sin fines de lucro con el nombre Gil y Morte, la cual tiene por objetivo fundamental el fomento de la investigación científica y el arraigo cultural en Valencia. No obstante, en 2011 se abrió un periodo de información previa en relación con el inicio del procedimiento de regularización o de extinción de la Fundación Adolfo Gil y Morte.
Una calle de la ciudad de Valencia lleva su nombre.

## Obras
- Vías de penetración del agua en el organismo (1888)
- Fisiología humana (Valencia, 1899)
- Tratado de fisiología humana y fisiología comparada (1902 y 1903)